# Christopher Addison
Christopher Addison, Burggraaf Addison (East Lindsey, Engeland, 9 juni 1869 – Londen, Engeland, 11 december 1951) was een Brits politicus van de Liberal Party en later de Labour Party. 
Addison was tussen 1916 en 1951 verschillende keren minister, tijdens de Eerste Wereldoorlog in het Kabinet-Lloyd George als onder andere minister van Volksgezondheid en na de Tweede Wereldoorlog in het Kabinet-Attlee I als Lord President of the Council en Leader of the House of Lords. Addison een arts van beroep gespecialiseerd in anatomie, werkte daarnaast jaren lang als hoogleraar biologie aan de Universiteit van Sheffield.

## Titels en predicaten
- Christopher Addison (1969–1937)
- Christopher Addison, Baron Addison (1937–1945)
- Christopher Addison, Burggraaf Addison (1945–1946)
- Sir Christopher Addison, Burggraaf Addison (1946–1951)

- Bibsys: 90734005
- Bibliothèque nationale de France: cb126486733 (data)
- Gemeinsame Normdatei: 1046599550
- International Standard Name Identifier: 0000 0001 2147 7455
- Library of Congress Control Number: no90008047
- Nationale Bibliotheek van Tsjechië: nlk20000090708
- Nationale Bibliotheek van Israël: 987007281761805171
- Nederlandse Thesaurus van Auteursnamen: 069396434
- SNAC: w6wq3xcc
- Système universitaire de documentation: 104005653
- Trove: 1146343
- Virtual International Authority File: 110841707
- WorldCat: E39PBJpJ9MFRtBvDPCXcB6MQMP